# Exkomunikace

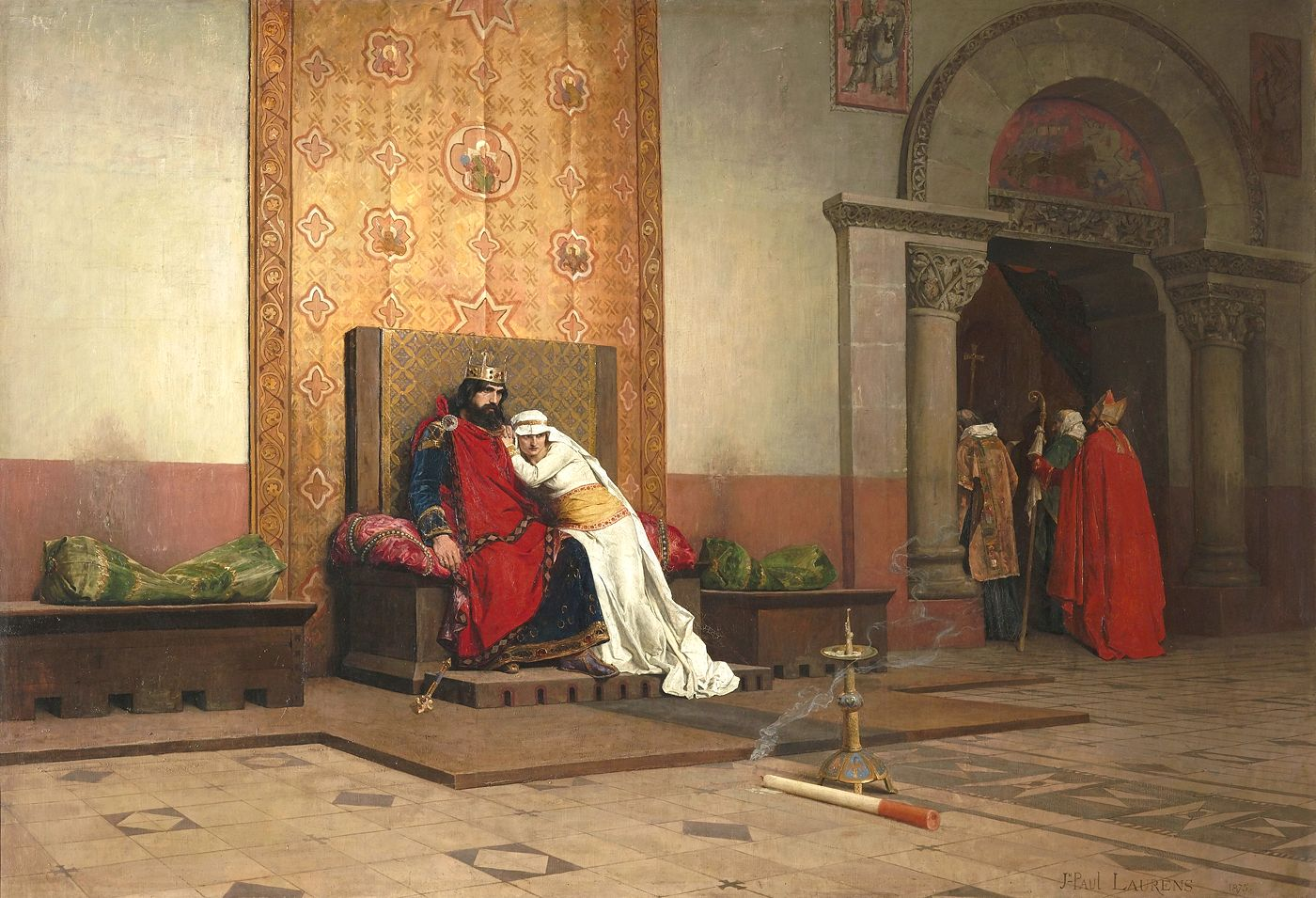
Exkomunikace Roberta II. od Jeana Paula Laurense

Exkomunikace (z lat. ex-communicare) znamená vyobcování nebo vyloučení ze svátostného společenství církve, tj. z možnosti přijímat a udělovat svátosti s určitými výjimkami. Je to jeden z nejtěžších trestů používaný církvemi.

## Exkomunikace a katolická církev
Exkomunikace je společně s interdiktem nejtěžším trestem, který katolická církev zná.
Exkomunikovanému se zakazuje:
- udělovat svátosti a svátostiny, přijímat svátosti,
- aktivně se podílet na mši či jakémkoliv jiném bohoslužebném úkonu,
- zastávat jakýkoliv církevní úřad, službu, úkol nebo konat úkony z moci úřední církve.

Rozlišuje se exkomunikace vyhlašovaná představeným a „exkomunikace latae sententiae“. První forma exkomunikace se vyskytuje v případech, kde je exkomunikace jen jedním z možných trestů a vzniká teprve poté, co je oficiálně uložena, druhá forma nabývá platnosti okamžitě s vykonáním daného skutku.

### Exkomunikace latae sententiae
Exkomunikace latae sententiae (v laické řeči „automatická exkomunikace“) je exkomunikace nastupující bez rozhodnutí představeného už samým vykonáním činu, a to i tehdy, když byl čin utajen.
U „exkomunikace latae sententiae“ se rozlišují exkomunikace vyhrazené a nevyhrazené Svatému stolci (exkomunikace, o jejichž snětí rozhoduje výhradně Svatý stolec, a exkomunikace, o jejichž snětí lze rozhodnout na nižší úrovni, obvykle diecézní).
V současném kanonickém právu je patrný odklon od užívání „exkomunikace latae sententiae“, v Kodexu kanonického práva (CIC) z roku 1983 došlo k výrazné redukci takto trestaných činů oproti Kodexu z roku 1917, u Kodexu kánonů východních církví vydaného v roce 1990 se tento typ exkomunikace nevyskytuje vůbec.
Činy, pro které je zrušení „exkomunikace latae sententiae“ v platném CIC:
- vyhrazeno Svatému stolci:
  - fyzický útok na papeže
  - znesvěcení Eucharistie
  - rozhřešení spoluviníka hříchu proti šestému přikázání
  - přímé vyzrazení zpovědního tajemství
  - vysvěcení biskupa bez papežského mandátu
- nevyhrazeno Svatému stolci:
  - podstoupení interrupce či její provedení
  - kacířství, schizma, odpadlictví od víry